# Мориджераті
Мориджераті (італ. Morigerati, сиц. Murigerati) — муніципалітет в Італії, у регіоні Кампанія,  провінція Салерно.
Мориджераті розташоване на відстані близько 330 км на південний схід від Рима, 135 км на південний схід від Неаполя, 95 км на південний схід від Салерно.
Населення — 676 осіб (2014).

## Демографія
Населення за роками:

Станом на 1 січня 2023 року в муніципалітеті офіційно проживало 14 іноземців з 4 країн, серед них 10 громадян країн Євросоюзу.

## Сусідні муніципалітети
- Казалетто-Спартано
- Казелле-ін-Піттарі
- Санта-Марина
- Торре-Орсая
- Торторелла